# Flavio Chigi (Kardinal, 1711)

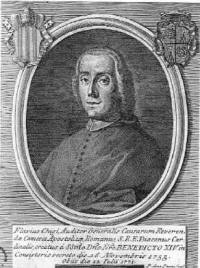
Flavio Kardinal Chigi (d. J.)

Kardinalswappen der Kardinäle des Hauses Chigi

Flavio Chigi (* 8. September 1711 in Rom; † 12. Juli 1771 ebenda) war ein römisch-katholischer Kurienkardinal. Zur Unterscheidung von seinem gleichnamigen Vorgänger wird er auch als Flavio Chigi der Jüngere oder Flavio Chigi iuniore und zur weiteren Unterscheidung von dem gleichnamigen Kardinal des 19. Jahrhunderts auch als Flavio Chigi II. bezeichnet.

## Leben
Chigi war das dritte von vier Kindern des Augusto Chigi, Fürst von Farnese, und der Fürstin Maria Eleonora Rospigliosi; er entstammte damit der adligen Familie Chigi und war u. a. mit Fabio Chigi verwandt, dem späteren Papst Alexander VII. Zunächst arbeitete er für die Apostolische Kammer. Er wurde von Papst Benedikt XIV. am 26. November 1753 zum Kardinal kreiert und  10. Dezember 1753 zum Kardinaldiakon der Titeldiakonie Sant’Angelo in Pescheria ernannt. Die Diakonenweihe empfing er am 2. Juni 1754. Chigi nahm am Konklave von 1758 teil, das Clemens XIII. zum Papst wählte. Am 12. Februar 1759 wählte er Santa Maria in Portico Campitelli als seine Titeldiakonie. 1768 wurde er zum Präfekten der Heiligen Ritenkongregation ernannt. Im Jahr 1769 gehörte er dem Konklave an, aus dem Clemens XIV. als Papst hervorging.
Kardinal Chigi wurde nach seinem Tod am 12. Juli 1771 in der Kapelle seiner Familie in der Kirche Santa Maria del Popolo in Rom beigesetzt.